# Marches Point
Marches Point är en udde i Kanada.   Den ligger i provinsen Newfoundland och Labrador, i den östra delen av landet, 1 300 km öster om huvudstaden Ottawa.
Terrängen inåt land är huvudsakligen kuperad, men österut är den platt. Havet är nära Marches Point åt sydost. Trakten är glest befolkad. Närmaste större samhälle är Lourdes, 19,3 km nordost om Marches Point. 